# Хуан Пабло Сорин
Хуан Пабло Сорин (на испански: Juan Pablo Sorín) е аржентински футболист, роден на 5 май 1976 в Буенос Айрес. На Световното първенство през 2006 в Германия той е капитан на Аржентина. Въпреки че обикновено е натоварен с дефанзивни функции, Сорин често се включва в атаката на отбора си.

## Кариера
Хуан Пабло Сорин прави първи стъпки във футбола с отбора от Буенос Айрес Аргентинос Хуниорс, играейки за юношеските му формации в по-долните лиги на Аржентина. През 1994 г. пробива в първия отбор и година по-късно е закупен от Ювентус. Там обаче изиграва само два мача и следващия сезон се завръща в родината си, този път подписвайки договор с Ривър Плейт. С този отбор печели много титли – четири шампионски титли, Копа Либертадорес и Суперкопа Судамерикана. Следват два сезона и половина за Крузейро, сезон и половина в Лацио, половин сезон в Барселона и един сезон в ПСЖ. Една от причините за честите смени на отборите е, че е даван на тези отбори под наем от Крузейро и никой от тях не се решава да го закупи. През лятото на 2004 се завръща в Крузейро, но веднага след това е продаден на Виляреал. С този отбор стига до полуфинал за КЕШ. Въпреки че договорът му е за четири години, Сорин напуска преждевременно, тъй като се скарва с треньора Мануел Пелегрини. През лятото на 2006 г. подписва тригодишен договор с Хамбургер ШФ. През средата на 2007 г. получава контузия на коляното, която го вади от игра за дълъг период от време. В края на сезон 2007/2008 Сорин се завръща в игра, но на 15 юли 2008 Хамбургер прекратява предсрочно договора му и изплаща неустойка от един милион евро. Известно време Сорин остава без отбор, но след това се завръща в Крузейро.
Хуан Пабло Сорин дебютира за Аржентина на 14 февруари 1995 срещу България (4:1). За Аржентина има изиграни 76 мача, като освен играе и на Световните първенства през 2002 и 2006, Копа Америка 1999 и 2004 и Купата на Конфедерациите 2005. На 29 юли 2009 г. официално се отказва от футбола.

## Успехи
Национален отбор
- 1х шампион на СП за младежи: 1995

Ривър Плейт
- 4х шампион на Аржентина: 1996, 1997, 1999 (Апертура); 1997 (Клаусура)
- 1х Носител на Копа Либертадорес: 1996
- 1х Носител на Суперкопа Судамерикана: 1997

Крузейро
- 1х Носител на Купата на Бразилия: 2000

ПСЖ
- 1х Носител на Купата на Франция: 2004